# ПФМ-1

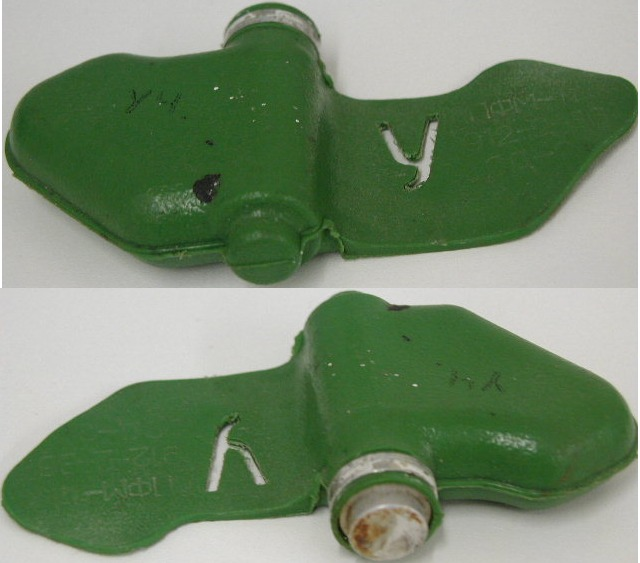
Мина ПФМ-1 (Учебная)

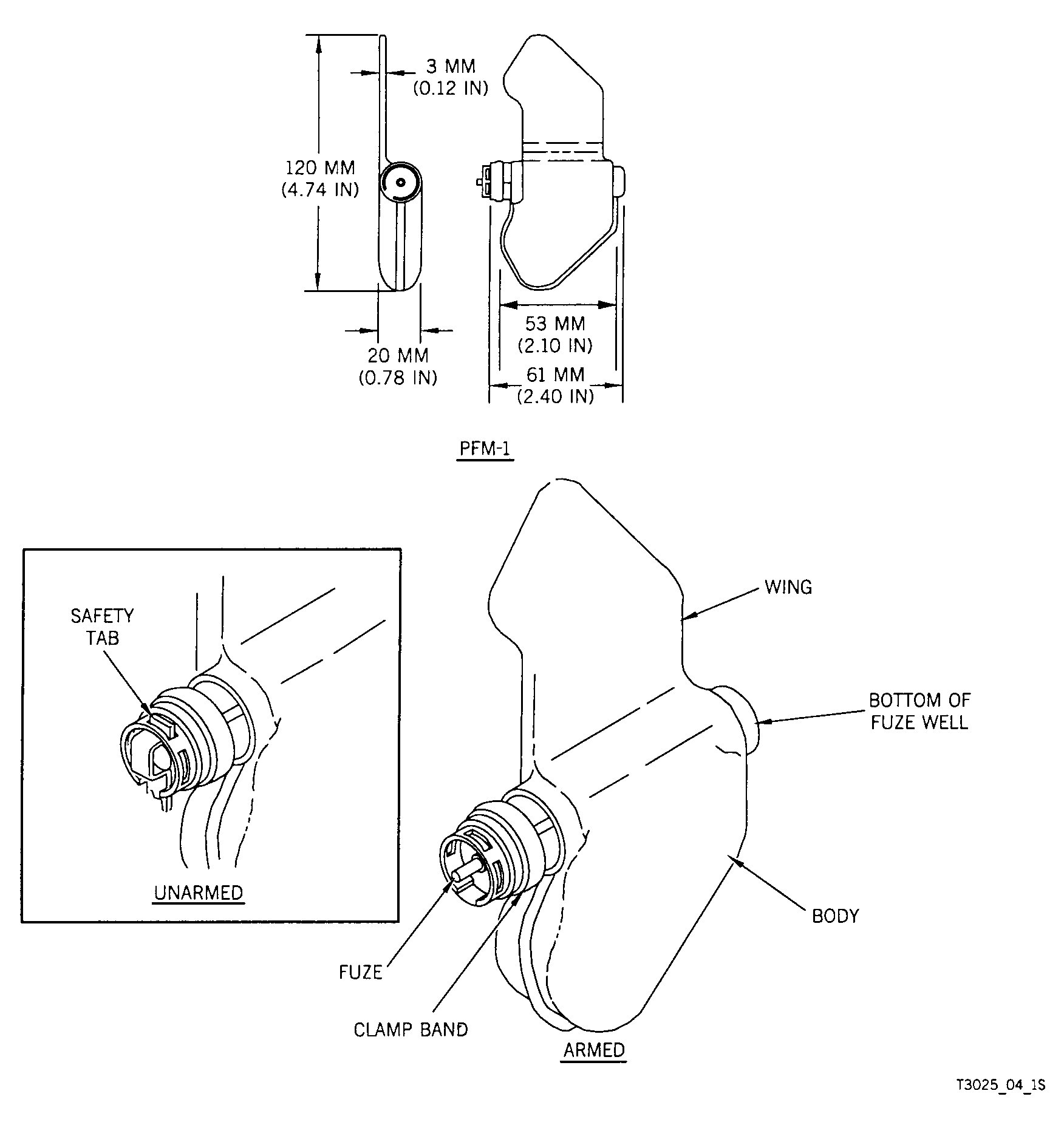
Схема ПФМ-1

ПФМ-1 «Лепесток» (аббревиатура от «противопехотная фугасная мина») — противопехотная мина нажимного действия советского производства.
ПФМ-1 является почти точной копией американской мины BLU-43/B «Dragontooth». Принята на вооружение ВС СССР. Производилась также в Российской Федерации.
Мина существует в двух вариантах: ПФМ-1 и ПФМ-1С. Первый вариант мины не имеет устройства самоликвидации, второй снабжён устройством, которое обеспечивает самоликвидацию мины подрывом по истечении 1—72 часа с момента установки (время самоликвидации зависит от температуры окружающей среды). Внешне эти две разновидности мины отличаются лишь тем, что на крыле мины ПФМ-1С имеется чётко различимая буква «С».

## Описание

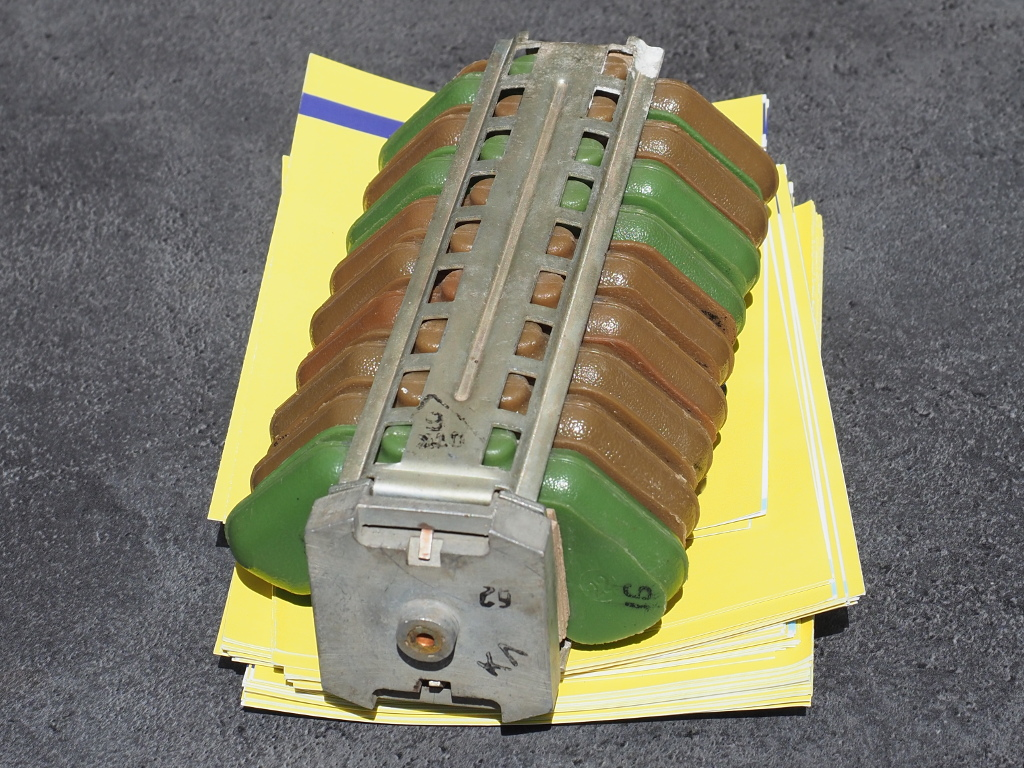
Блок кассеты с минами ПФМ-1С

Мина может устанавливаться на грунт только средствами дистанционного минирования (например: ПКМ-1, УМЗ и тому подобное). Одним из средств дистанционного минирования является авиационная кассета КМГУ, в каждой кассете уложено 64 мины. Штурмовик Су-25 способен нести до 6 кассет, фронтовой бомбардировщик Су-24 до 7 кассет. При применении артиллерией, в том числе реактивной — используются кассеты КСФ (диаметр 14 см, длина 48 см, масса 9-9,4 кг, снабжён пороховым вышибным зарядом и электрокапсюльной втулкой):
- КСФ-1, содержит 72 ПФМ-1;
- КСФ-1С, содержит 64 ПФМ-1С;
- КСФ-1С-0.5, содержит по 36 ПФМ-1 и ПФМ-1С;
  - КСФ-1С-0.5СК, стабилизирована дальность и равномерность рассеивания мин.

Поражение человеку при взрыве мины наносится за счёт травмирования нижней части ноги. При взрыве практически не образуется убойных осколков, за исключением металлических деталей механизма в центральной части мины. Корпус выполнен из полиэтиленовой композиции зелёного или коричневого цвета. Взрыв происходит в момент наступания ногой на датчик цели. Датчик цели выполнен в виде малого крыла корпуса, и заполнен жидким БВВ (бризантным взрывчатым веществом). Большее крыло корпуса служит для обеспечения равномерности разлета мин на местности и для снижения скорости приземления мин (с целью предотвращения повреждения при ударе о твердую поверхность, особенно, при сбросе со значительных высот). Взрывной механизм и детонатор помещены в центральной части корпуса, они срабатывают от гидравлического напора жидкого БВВ в момент сжатия короткого крыла корпуса.

В настоящее время выпуск прекращён

## Применение

### Афганская война (1979—1989)
Мина широко применялась Советской Армией в Афганистане. Установка производилась с воздуха, с вертолётов (кассеты ВСМ по 64 мины в кассете) и самолётов Су-24 и Су-25 (контейнеры КМГУ по 1248 мин в контейнере). Например, в сентябре 1980 года для закрытия проходов на афгано-пакистанской границе было установлено 34 минных поля с расходом 34 312 мин ПФМ-1, в октябре — ещё 55 минных полей (196 272 ПФМ-1), в сентябре 1981 года с вертолётов было установлено 20 минных полей (21 600 ПФМ-1) в провинции Баглан и 12 минных полей (25 992 ПФМ-1) в провинции Парван. Из-за необычной формы пластикового корпуса дети нередко воспринимали мину как игрушку и получали серьёзные ранения или погибали. Среди афганского населения получила распространение теория, что ПФМ-1 была специально спроектирована, чтобы привлекать детей; на самом деле форма мины просто обусловлена аэродинамикой. Эпизод с миной ПФМ-1 показан в фильме «9 рота».

### Вторая Чеченская война
9 августа 1999 года два российских штурмовика Су-25 вторглись в воздушное пространство Грузии и сбросили кассетные бомбы с минами ПФМ-1 у села Земо-Омало, ранив 3 мирных жителей. Министерство иностранных дел России принесло Грузии извинения в связи с этим инцидентом. Образовавшееся минное поле было разминировано в 2011 году американо-британской организацией HALO Trust на деньги Государственного департамента США.

### Война на Украине
По данным Human Rights Watch, мины ПФМ-1 предположительно использовались Вооружёнными силами Украины в боях за Изюм в ходе отражения вторжения России на Украину. Минирование производилось путём использования реактивных снарядов, выпускаемых из РСЗО «Ураган». Глава отдела HRW по видам вооружений Стив Гус отметил: «Российские войска в Украине неоднократно применяли противопехотные мины и совершали зверства, но это не оправдывает применение Украиной запрещённого оружия».
В июне 2025 года Human Rights Watch выпустил доклад посвящённый целенаправленным атакам гражданского населения Херсона с помощью дронов, где отмечалось что российские военные снаряжали дроны минами ПФМ-1, которые были сброшены на Херсон, что привело к получению ранений мирных жителей.

## ТТХ
- Корпус — полиэтилен
- Масса — 80 граммов
- Масса жидкого взрывчатого вещества (ВС-6Д) — 37 граммов
- Длина — 11.9 см
- Ширина — 6.4 см
- Толщина — 2 см
- Площадь датчика цели — 34.1 см²
- Чувствительность — 5-25 кг
- Время дальнего взведения — 1-10 минут
- Время боевой работы — 1-40 часов
- Температурный диапазон применения — от −20 °C до +40 °C.
- Количество мин в кассете — 64 шт
- Способ установки — ПКМ, ВСМ-1, УМЗ, РСЗО, АСМ

## На вооружении
- Беларусь: по состоянию на май 2014 года на хранении оставалось более 3,357 млн.[16] 5 апреля 2017 года в Речице состоялось официальное закрытие проекта по уничтожению боеприпасов серии ПФМ-1. Финансирование осуществлялось Европейским союзом, бюджет проекта составил 3,9 млн €[17].
- Россия: по данным на 2011 год, Россия имеет на хранении большое количество реактивных снарядов 9М27К3 с минами ПФМ-1С с истекшими сроками хранения[18]. Россия производила новые мины ПФМ-1С после 1992 года, но заявляла, что в 1997 году прекратила их производство[1].
- Украина: страна подписала Оттавский договор и уничтожает советские запасы ПФМ-1[8]. По состоянию на начало 2011 года, запасы вооружённых сил Украины составляли около 6 млн шт.[19][неавторитетный источник]; с 19 марта 2013 года утилизация мин была продолжена[20], по состоянию на сентябрь 2018 года 2 миллиона мин уничтожены[21]. В период с января 2020 года по январь 2021 года было уничтожено 456 тыс. мин.

По состоянию на январь 2021 года, на хранении состоит 3,364 млн мин.